# マルカントワーヌ・シャルパンティエ

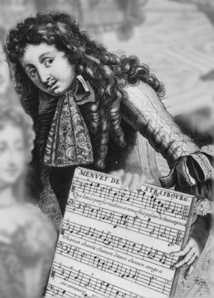
マルカントワーヌ・シャルパンティエ (1682)

マルカントワーヌ・シャルパンティエまたはマルク＝アントワーヌ・シャルパンティエ（Marc-Antoine Charpentier, 1643年 - 1704年2月24日）はフランス盛期バロック音楽を代表する作曲家。多作で洗練された作曲家であり、ジャン＝バティスト・リュリと同時代の人である。フランス宮廷とほとんど関連を持たず、現代になって重要性が再認識されたため、生涯や経歴に不明な点が多い。遺された作品では、特に宗教音楽を重要視されている。

## 生涯
パリまたはパリ郊外に生まれる。生い立ちについてはほとんど不明であり、生年月日でさえ謎である。「青年」時代にローマに留学したことは明らかだが、その期間は1662年から1667年の間であったと推測される。ローマでジャコモ・カリッシミに師事。古い伝説によると、画学生としてローマに留学したところ、老大家のカリッシミに楽才を見出されたというが、文献では画才があったという裏づけはない。同時代のイタリアの習慣を熟知しており、それをフランスに持ち帰ったというのは確かである。
おそらく、フランスに帰ってギーズ女公マリー（1615年 - 1688年）に、楽長および歌手として、彼女の没する1688年まで仕えた。この間に、相当数の劇的な宗教曲（詩篇唱、讃歌、マニフィカト、ミサ曲、モテット）を作曲した。シャルパンティエはモテットを、「オラトリオ」と混同して呼んでいた。
1672年ごろに、ジャン＝バティスト・リュリと不和になったモリエールと協力関係に入る。1680年代は、パリのイエズス会系のサン・ルイ教会に楽長として奉職。さらに、シャルトル公フィリップの音楽教師を勤める。1698年にはサント・シャペルより楽長に任命され、1704年に没するまでその地位にあった。この時期の最も有名な作品が、《テ・デウム ニ長調》（H 146）と《聖母被昇天ミサ曲 Mass "Assumpta Est Maria" 》（H 11）である。

## 作品

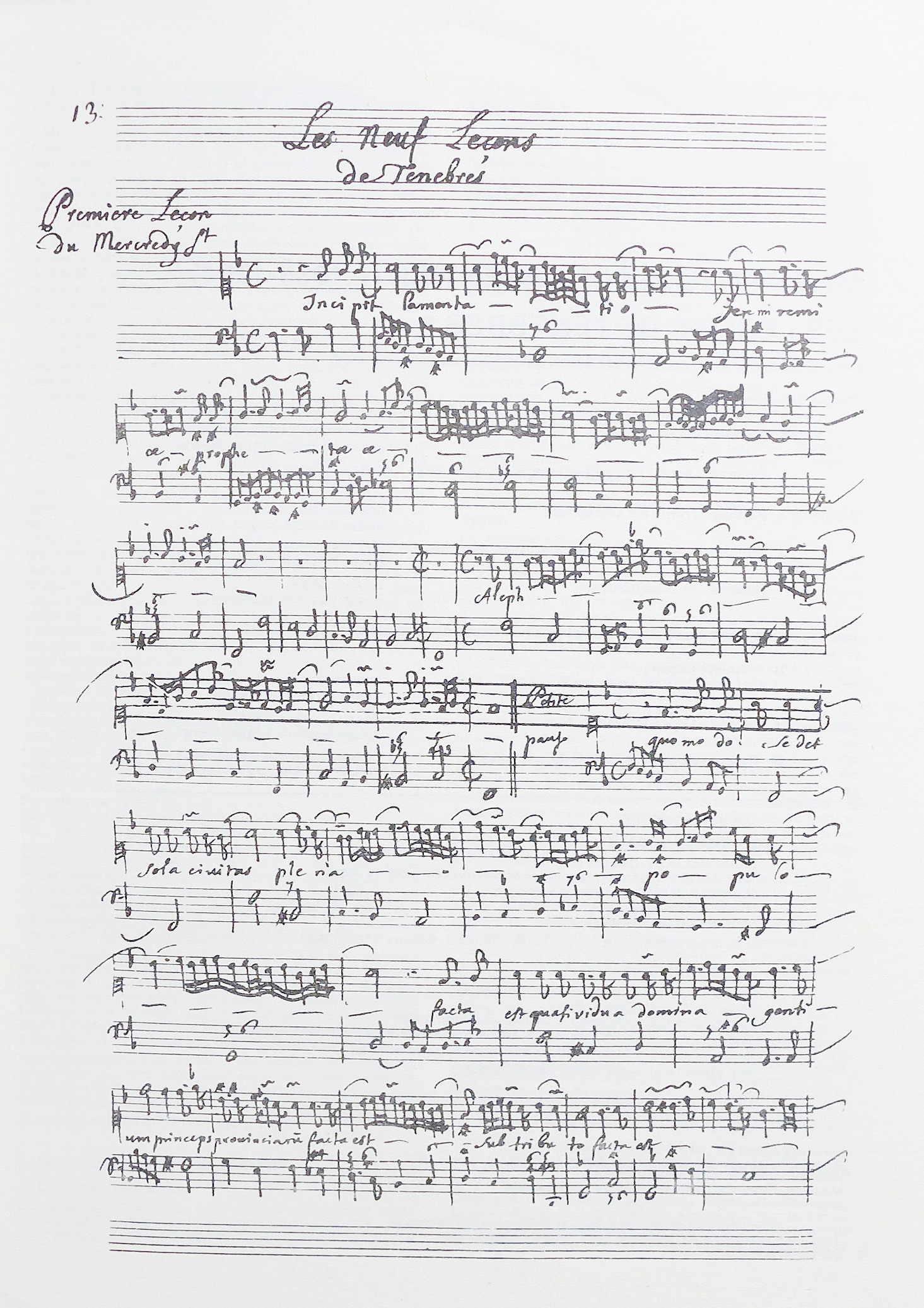
写本　ルソン・ド・テネーブル

宗教曲のほかに、舞台音楽や、分類しにくい小品がたくさんある。それらの小品は、当時のイタリアのカンタータに似て、一つか二つの声楽パートと器楽のために作曲されており、楽種の名称を除けばほとんど共通点がある。シャルパンティエ自身はそれらの小品を「エール・セリユ（air sérieux  厳粛なアリア）」とか「air à boire」と呼んだ。これらはフランス語での表現であり、イタリア語ではカンタータと総称される。
シャルパンティエ作品は、音楽学者ヒュー・ウィリー・ヒチコックによって目録が作成された。このため、ヒチコック番号と呼ばれるHつきの整理番号がしばしば使われている。
《テ・デウム ニ長調》の前奏曲は、欧州放送連合で使われていることで有名で、ウィーンフィル・ニューイヤーコンサートやユーロヴィジョン歌唱コンテストの開始テーマにも使われている。

### 歌劇・舞台音楽
- アシスとガラテアの恋 （Les amours d'Acis et Galatée, 1678）（消失）
- オルフェウスの冥府下り （La descente d'Orphée aux enfers, 1686-1687）
- パリスの審判 （Le Jugement de Pâris, 1690）
- ピロメーラー （Philomele, 1690）（消失）
- メデア （Médée, 1693）

### 宗教悲劇
- ダビデとヨナタン （David & Jonathas, 1684）
- 聖チェルソ殉教者 （Celse, 1687）（台本のみ現存）

### 田園劇
- アクテオン （Actéon, 1684）
- フラワークラウン （La couronne de fleurs, 1685）
- リュエルの饗宴 （La fête de Ruel, 1685）
- 笑って歌うべし～羊飼いたちのいさかい （Il faut rire et chanter: Dispute de Bergers, 1685）
- 一陽来復 （Le retour de printemps）（消失）
- 寸劇・羊飼いたちの対話 （Petite pastorale eglogue de bergers）

### イタリア語による小田園劇
- 愛は勝るものはなし （Amor vince ogni cosa）
- 私の性悪キューピッド （Cupido perfido dentr'al mio cor）

### 牧歌劇
- 花咲ける芸術 （Les arts florissants）

### 抒情悲劇
- キルケー （Circé, 1675）
- アンドロメダ （Andromède, 1682）

### コメディ
- エスカルバニャス伯爵妃 （La comtesse d'Escarbagnas, 1672）
- いやいやながら医者にされ （Le médecin malgré lui, 1672）
- 迷惑 （La Fâcheux, 1672）
- よそ者 （L'Inconnu, 1675）
- ヴィーナスとアドニスの恋 （Les Amours de Vénus et Adonis, 1685）

### コメディ＝バレ（舞踊喜劇）
- 無理強いの結婚 （Le mariage forcé, 1672）
- 病は気から （Le malade imaginaire, 1672）
- シチリアの男、あるいは恋する絵描き （Le sicilien, 1679）

### バレエ音楽
- ポリュークト （Polyeucte（1679）

### ディヴェルティスマン
- ヴェルサイユの愉しみ （Les plaisirs de Versailles, 1682）
- 王の健康を讃える牧歌 （Idylle sur le retour de la santé du Roi, 1687）

### 幕間劇
- 女たちの勝利 （Le triomphe des dames, 1676）
- 賢者の石 （La pierre philosophale, 1681）
- エンデュミオン （Endymion, 1681）
- アンジェリークとメドルとの対話 （Dialogues d'Angélique et de Médor, 1685）

### ソナタ
- 8声のソナタ （Sonates à huit）

### エール、セレナータなど
- バイエルン選帝侯マクシミリアン・エマヌエルを讃える祝婚歌 （Epithalamio in lode dell'Altezza Serenissima Elettorale di Massimilioano Emanuel Ducadi Baviera, H.473, 1685）

### 世俗モテット
- シャルパンティエの墓碑銘 （Epitaphium Carpentarij, H.474）

### 宗教曲
- 降誕祭前夜のミサ曲（真夜中のミサ曲）（Messe de minuit pour noël, H.9, 1690）
- 聖母被昇天ミサ曲 （Missa assumpta est Maria, H.11, 1698-1702）
- 処女マリアへの連祷 （Litanies de la vierge, H.83, 1683-168）
- テ・デウム ニ長調 （Te Deum, H.146, 1690）
- 主は言われた （Dixit Dominus, H.204）
- 主の御降誕のカンティクム （In nativitatem Domini canticum, H.416）
- （3つの）ノエル （Noëls, H.5311680）
- 器楽合奏のためのノエル （Noëls pour les instruments, H.534, 1690）
- 聖水曜日のルソン・ド・テネーブル（H.96～98）
- 聖木曜日のルソン・ド・テネーブル（H.102～104）
- 四旬節のための瞑想 （Méditations pour le Carême, H.380～89）

## その他
- 音楽之友社の「最新名曲解説全集」のマルカントワーヌ（マルク＝アントワーヌ）・シャルパンティエの項には、誤ってギュスターヴ・シャルパンティエの画像が掲載されている。